# Karshomyia coccidarum
Karshomyia coccidarum är en tvåvingeart som beskrevs av Ephraim Porter Felt 1911. Karshomyia coccidarum ingår i släktet Karshomyia och familjen gallmyggor. Inga underarter finns listade i Catalogue of Life.